# Bandera de las Bahamas
La bandera de Bahamas está formada por tres franjas horizontales de igual anchura, de color turquesa la superior y la inferior, y amarilla la central. En el extremo interior, la bandera cuenta con un triángulo equilátero negro con la base a lo largo del asta, apuntando hacia la franja exterior. Fue adoptada el 10 de julio de 1973.  
El color amarillo representa las arenas doradas del archipiélago junto al mar de color turquesa. El triángulo negro representa al pueblo bahameño.

## Otras banderas

Bandera de la marina mercante. Proporción 1:2
Bandera de la Armada. Proporción 1:2

## Banderas históricas

Bandera de la colonia de las Islas Bahamas (1869-1904)
Bandera de la colonia de las Islas Bahamas (1904-1923)
Bandera de la colonia de las Islas Bahamas (1923-1953)
Bandera de la colonia de las Islas Bahamas (1953-1964)
Bandera de la colonia de las Islas Bahamas (1964-1973)